# Backnang
Backnang è una città tedesca di 37 957 abitanti, situata nel land del Baden-Württemberg. È bagnata dalle acque della Murr.

## Infrastrutture e trasporti
È capolinea della linea S3 della S-Bahn di Stoccarda.

## Storia
Di questo borgo, alle porte della Foresta Nera, si hanno le prime tracce da quasi un millennio. Divenne un centro di una certa importanza quando venne fondata l'abbazia ancora oggi visibile. Nel Medioevo era un centro tessile fiorente, grazie anche alla favorevole posizione, ma al giorno d'oggi questo tipo di passato industriale non ha lasciato più tracce. A partire dall'Ottocento, il borgo venne ricostruito dopo un periodo di decadenza cominciato nel periodo della Guerra dei Trent'anni.

## Società

### Tradizioni e folclore
La leggenda più nota del borgo è quella della cosiddetta "guerra delle oche", ricordata dalla statua della fontana accanto al Rathaus storico.

## Amministrazione

### Gemellaggi
- Annonay
- Chelmsford
- Bácsalmás